# Workrave
Workrave —  свободное кроссплатформенное программное обеспечение, разработанное для сохранения здоровья человеку, который постоянно находится за компьютером. Эта программа помогает в предупреждении и лечении синдрома запястного канала и снятии общего мышечного напряжения.

## Технические подробности
Существуют официальные сборки для Microsoft Windows и для Linux с GNOME; также существуют неофициальные сборки для Debian GNU/Hurd и Debian GNU/kFreeBSD. Workrave использует графическую библиотеку GTK+.

## Принцип работы
Workrave регулярно напоминает пользователю о том, что необходимо сделать перерыв. Во время перерыва предлагается сделать упражнения для рук, глаз, поясницы и т. п. Подробные настройки программы позволяют задавать время работы и три вида перерывов.
Частота перерывов зависит от активности устройств ввода; при отсутствии ввода в течение времени перерыва время, оставшееся до перерыва, сбрасывается.
Workrave умеет блокировать экран, клавиатуру. Workrave можно управлять по сети — например, чтобы контролировать отдых детей от компьютерных игр, или получать сообщения о перерывах, пользуясь несколькими компьютерами.